# 유니버설 몬스터스
유니버설 몬스터스(Universal Monsters) 또는 유니버설 호러(Universal Horror)는 1930년대부터 1950년대까지 유니버설 스튜디오가 제작한 공포, 서스펜스 및 SF 영화를 설명하는데 사용되는 용어이다. 과거 유니버스 스튜디오는 론 체이니가 출연한 두 무성 영화 《노틀담의 꼽추》(1923)와 《오페라의 유령》(1925)으로 몬스터 공포 영화를 시작했다. 이후 유니버설은 몬스터 캐릭터들이라고 할 수 있는 드라큘라, 프랑켄슈타인, 미라, 투명인간, 늑대 인간, 검은 늪지대의 생명체 등으로 공포 영화 화제를 계속 이어갔다.
2017년 유니버설 스튜디오는 영화 《미이라》를 시발점으로 해서, 이러한 유니버설 몬스터 캐릭터들을 영화상에 함께 등장시키는 시네마틱 유니버스인 다크 유니버스를 재개하려 했으나 《미이라》가 북미 흥행에 실패하면서 프로젝트가 보류되었다.

## 역사
개별 캐릭터와 독자 이야기를 가진 드라큘라, 프랑켄슈타인, 미라, 투명인간, 늑대 인간, 검은 늪지대의 생명체 등은 유니버설 스튜디오 영화 제작 의도상 장기적으로 서로 연관되는데 이러한 영화 서사 연동 작업은 플롯상에서 서로 충돌하지 않아야 하고 또한 장기적으로 지속성을 갖도록 해야하는 어려운 작업이다.
영화상에서 이러한 각각의 독립적인 스토리와 개별적인 캐릭터들을 연관시키고 플롯상에서 지속성을 갖는 작업은 유니버설 픽처스의 몬스터 시리즈이자 코미디 영화인 《애보트와 코스텔로 프랑켄슈타인을 만나다》(1948)가 최초로 여겨지는 것도 그러한 이유에서이다.

## 다크 유니버스
과거 유니버설 픽처스 괴물 영화들을 리부트하는 통합 세계관 프로젝트였으나 첫 작품 《미이라》(2017)가 북미에서 인기몰이에 실패하면서 유니버스화는 보류되었다. 개발에 들어갔던 개별 영화들은 그대로 출시되고 있다.
| 제목                             | 개봉(예정)일    | 연출                         | 각본                                        | 제작                                                                                       | 진행단계 |
| -------------------------------- | --------------- | ---------------------------- | ------------------------------------------- | ------------------------------------------------------------------------------------------ | -------- |
| 미이라                           | 2017년 6월 9일  | 앨릭스 커츠먼                | 데이비드 켑, 크리스토퍼 매쿼리, 딜런 커스먼 | 앨릭스 커츠먼, 크리스 모건, 숀 대니얼, 세라 브래드쇼                                       | 개봉     |
| 인비저블맨                       | 2020년 2월 28일 | 리 워넬                      | 에드 솔로몬                                 | 앨릭스 커츠먼, 크리스 모건                                                                 | 개봉     |
| 렌필드                           | 2023년 4월 14일 | 크리스 매케이                | 라이언 리들리                               | 크리스 매케이, 서맨사 니즌보임, 브라이언 퍼스트, 숀 퍼스트, 로버트 커크먼, 데이비드 앨퍼트 | 개봉     |
| 라스트 보야지 오브 더 데메테르   | 2023년 8월 11일 | 안드레 외브레달              | 브래기 슛, 잭 오코위츠                      | 브래들리 J. 피셔, 마이크 메더보이, 아널드 W. 메서                                          | 개봉     |
| 리사 프랑켄슈타인                | 2024년 2월 9일  | 젤다 윌리엄스                | 디아블로 코디                               | 메이슨 노빅, 디아블로 코디                                                                 | 개봉     |
| 애비게일                         | 2024년 4월 19일 | 맷 베티넬리올핀, 타일러 질렛 | 스티븐 실즈, 가이 뷰식                      | 윌리엄 셔랙, 제임스 밴더빌트, 폴 나인스틴, 트립 빈슨, 채드 빌렐라                          | 개봉     |
| 울프맨                           | 2025년 1월 17일 | 리 워넬                      | 리 워넬, 코빗 턱                            | 제이슨 블럼                                                                                | 개봉     |
| 반 헬싱 (제목 미정)              | 미정            | 미정                         | 줄리어스 에이버리                           | 제임스 완                                                                                  | 개발 중  |
| 프랑켄슈타인 (제목 미정)         | 미정            | 미정                         | 미정                                        | 제임스 완                                                                                  | 개발 중  |
| 검은 늪지대의 생명체 (제목 미정) | 미정            | 미정                         | 제프 핑크너 (원안), 윌 벨                   | 미정                                                                                       | 개발 중  |
| 드라큘라 (제목 미정)             | 미정            | 미정                         | 미정                                        | 미정                                                                                       | 개발 중  |
| 오페라의 유령 (제목 미정)        | 미정            | 미정                         | 미정                                        | 미정                                                                                       | 개발 중  |
| 노틀담의 꼽추 (제목 미정)        | 미정            | 미정                         | 미정                                        | 미정                                                                                       | 개발 중  |
| 프랑켄슈타인의 신부              | 미정            | 빌 콘던                      | 데이비드 켑                                 | 앨릭스 커츠먼, 크리스 모건                                                                 | 보류     |

## 같이 보기
- DC 유니버스
- 마블 유니버스
- 트랜스포머 시네마틱 유니버스

## 참고 자료
- 유니버설 픽처스의 다크 유니버스 공식사이트